# Distretto elettorale di Arandis
Il distretto elettorale di Arandis è un distretto elettorale della Namibia situato nella Regione degli Erongo con 10.093 abitanti al censimento del 2011. Il capoluogo è la città di Arandis, altra città del distretto è Hentie's Bay.